# William Astor (3e vicomte Astor)
Pour les autres membres de la famille, voir Famille Astor.
William Waldorf (« Bill ») Astor II (13 août 1907 - 7 mars 1966, Nassau), 3e vicomte Astor (en), est un homme politique britannique.

## Biographie
Fils de Waldorf Astor, il suit ses études à Eton et à New College (Oxford).
En 1932, il devient secrétaire de Victor Bulwer-Lytton.
Il est membre de la Chambre des communes de 1935 à 1952.
Il est secrétaire privé parlementaire de Sir Samuel Hoare de 1936 à 1937.
En 1952, il succède à son père dans le titre de vicomte Astor (en) et à la Chambre des lords.
Marié successivement à Sarah Kathleen Elinor Norton, à Phillipa Victoria Hunloke (fille de Henry Philip Hunloke (en)) et à Janet Bronwen Alun Pugh (en), il est le père de William Waldorf Astor III.

## Sources
- (en) Cet article est partiellement ou en totalité issu de l’article de Wikipédia en anglais intitulé « William Astor, 3rd Viscount Astor » (voir la liste des auteurs).